# Pendanthura seminigra
Pendanthura seminigra är en kräftdjursart som beskrevs av Brian Frederick Kensley och Marilyn Schotte 2000. Pendanthura seminigra ingår i släktet Pendanthura och familjen Anthuridae.
Artens utbredningsområde är Aldabra. Inga underarter finns listade i Catalogue of Life.